# Dendronephthya parvula
Dendronephthya parvula is een zachte koraalsoort uit de familie Nephtheidae. De koraalsoort komt uit het geslacht Dendronephthya. Dendronephthya parvula werd in 1909 voor het eerst wetenschappelijk beschreven door Henderson. 